# Silviu Bindea
Silviu Bindea, né le 24 octobre 1912 à Blaj à l'époque en Autriche-Hongrie (aujourd'hui en Roumanie) et mort le 9 mars 1992 dans la même ville, était un joueur de football international roumain qui évoluait au poste d'attaquant.

## Biographie
En club, il ne joue que dans le championnat roumain durant sa carrière de 1930 à 1939. Il passe par le Romania Cluj de 1930 à 1932 avant de rejoindre le Ripensia Timișoara où il reste dix ans jusqu'en 1942 (sauf de 1939 à 1940 où il évoluera au CAM Timișoara). Il inscrit en tout 78 buts et joue 141 matchs officiels avec le club. Il part ensuite au CFR Turnu-Severin pendant une saison avant de rejoindre le Dura Timișoara en 1945. Il signe ensuite chez le CFR Timișoara de 1946 à 1947 avant de retourner au Ripensia finir sa carrière.
En international, il joue en tout 27 matchs et marque 11 buts avec l'équipe de Roumanie pendant une décennie de 1932 et 1942. Il participe donc à la coupe du monde 1934 en Italie et à la coupe du monde 1938 en France. Lors du mondial français, il inscrit le second but de son équipe lors du match du premier tour.